# Eichamt Flensburg

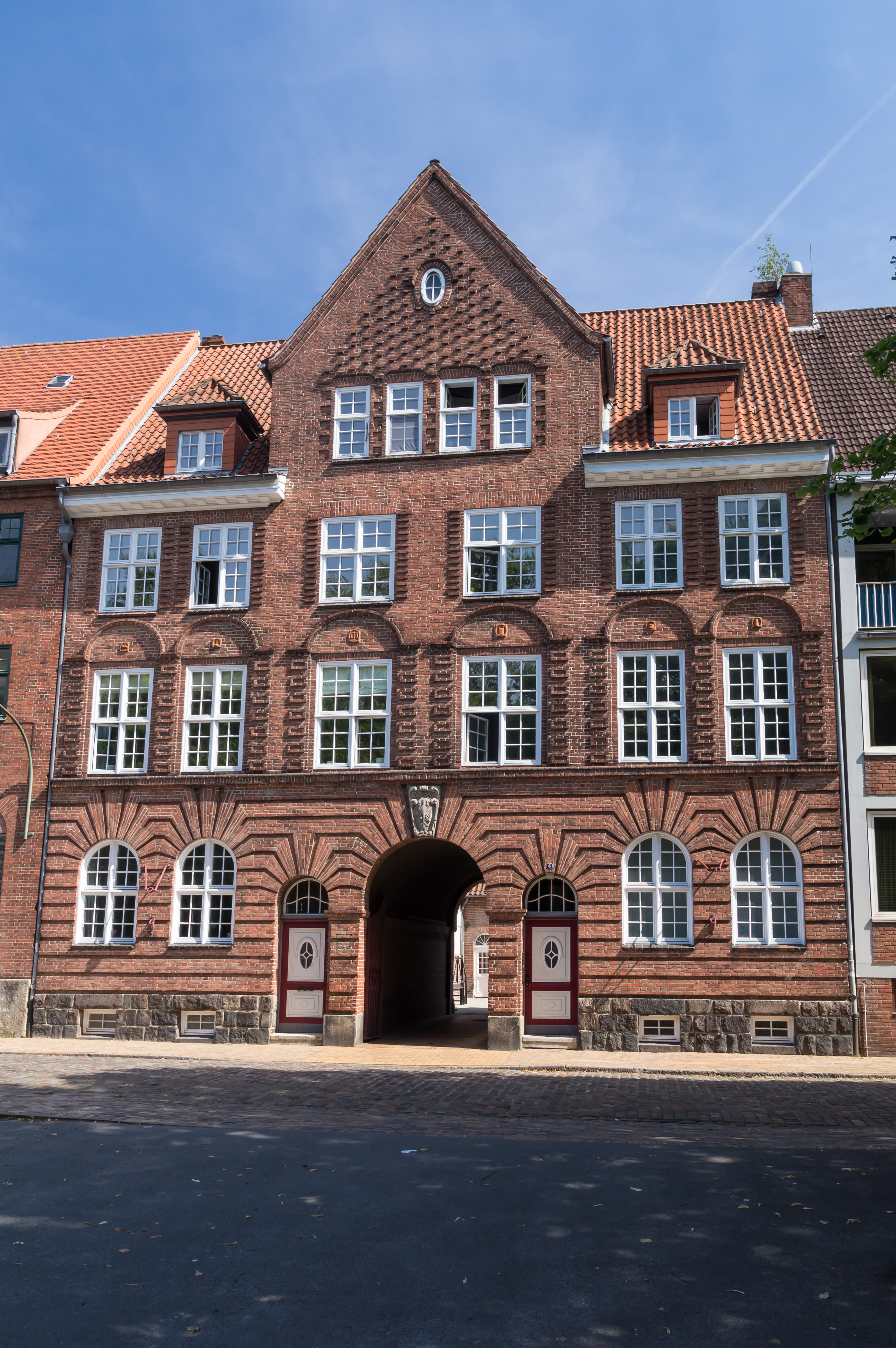
Das Eichamt im Jahr 2012

Das Eichamt Flensburg ist ein 1912–1913 errichtetes Gebäude in Flensburg-Jürgensby, das unter Denkmalschutz steht und damit zu den Kulturdenkmalen des Stadtteils gehört. Gebaut wurde es als Dienstsitz für das Königlich Preußische Eichamt Flensburg, dessen Nachfolgeeinrichtung 2010 geschlossen wurde.

## Hintergrund

### Zeugnis der Preußenzeit
Über der Tordurchfahrt des Eichamts erinnert der große Scheitelstein mit dem preußischen Wappenadler und dem Schriftzug „Kgl. Eichamt“ besonders deutlich an die Preußenzeit Flensburgs. Nach dem Deutsch-Dänischen Krieg (1864) wurde Flensburg 1867 Teil der neuen preußischen Provinz Schleswig-Holstein und war somit zu einer Grenzstadt geworden, weshalb die dänischen Absatzmärkte verloren gingen. Nach ersten Anpassungsschwierigkeiten – Flensburgs Wirtschaft musste nach dem Krieg mit der moderneren deutschen Industrie konkurrieren – erholte sich die städtische Wirtschaft schließlich. Seitdem begann die Stadt umfangreich zu wachsen. Die Reparationszahlungen Frankreichs nach dem Deutsch-Französischen Krieg ermöglichten dem Deutschen Kaiserreich umfangreiche Investitionen in die Infrastruktur. In der Provinz Schleswig-Holstein und insbesondere in Flensburg entstanden neue Gebäude, die von der Baupolitik Preußens stark beeinflusst waren: neue Schulbauten, Kasernen, öffentliche Gebäude wie beispielsweise Gerichtsgebäude oder Postämter. Zum Fortschritt durch die preußische Verwaltung in Flensburg gehörten so auch die Entstehung der Handelskammer und der Handwerkskammer, die sich unweit des Eichamts befinden, sowie Einführung von einheitlichen Maßeinheiten und Eichverfahren.

### Einrichtung des Eichamtes und Bau durch Paul Ziegler
Flensburgs Eichamt entstand in einer Zeit, als die Eichämter allgemein verstaatlicht wurden. Als Standort wurde ein Grundstück im Johannisviertel in der Karlstraße 6. ausgewählt. Die Entwürfe des Gebäudes stammten von Paul Ziegler, der sich für viele bedeutsame Bauwerke der Stadt verantwortlich zeigte. Zeitgleich zum Eichamt entstand nach Zieglers Entwürfen zudem auch die Hebbelschule, die heute als Haus B der Auguste-Viktoria-Schule dient. Er gestaltete seine Bauwerke im Sinne der Heimatschutzarchitektur. Beim Bau des Eichamts kamen zudem barockisierende Stilelemente hinzu. Einige Terrakotta-Medaillons an der Fassade des Gebäudes verweisen auf die Eichamts-Funktion.

### Das Eichamt heute
Kurz vor dem 100-jährigen Jubiläum des Gebäudes wurde das Eichamt im Jahr 2010 geschlossen. Die Flensburger Mitarbeiter wurden mit der Schließung im Grunde zu Außendienstmitarbeitern des Eichamts Kiel, auch wenn das Eichamt Flensburg mit seinem Zuständigkeitsbereich offiziell noch weiter besteht. Das Eichamts-Gebäude dient heute zu Wohnzwecken.

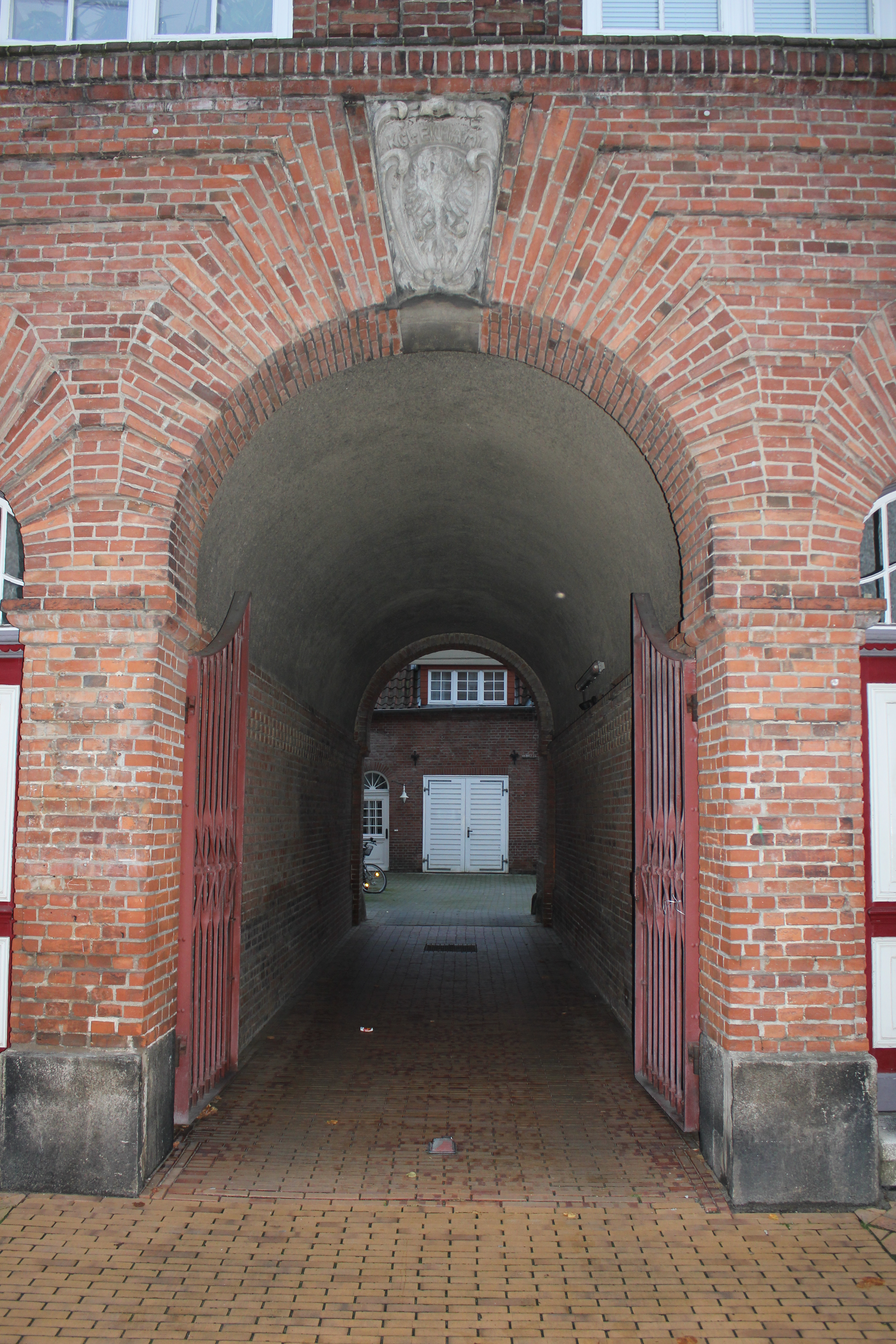
Tordurchgang des Eichamts
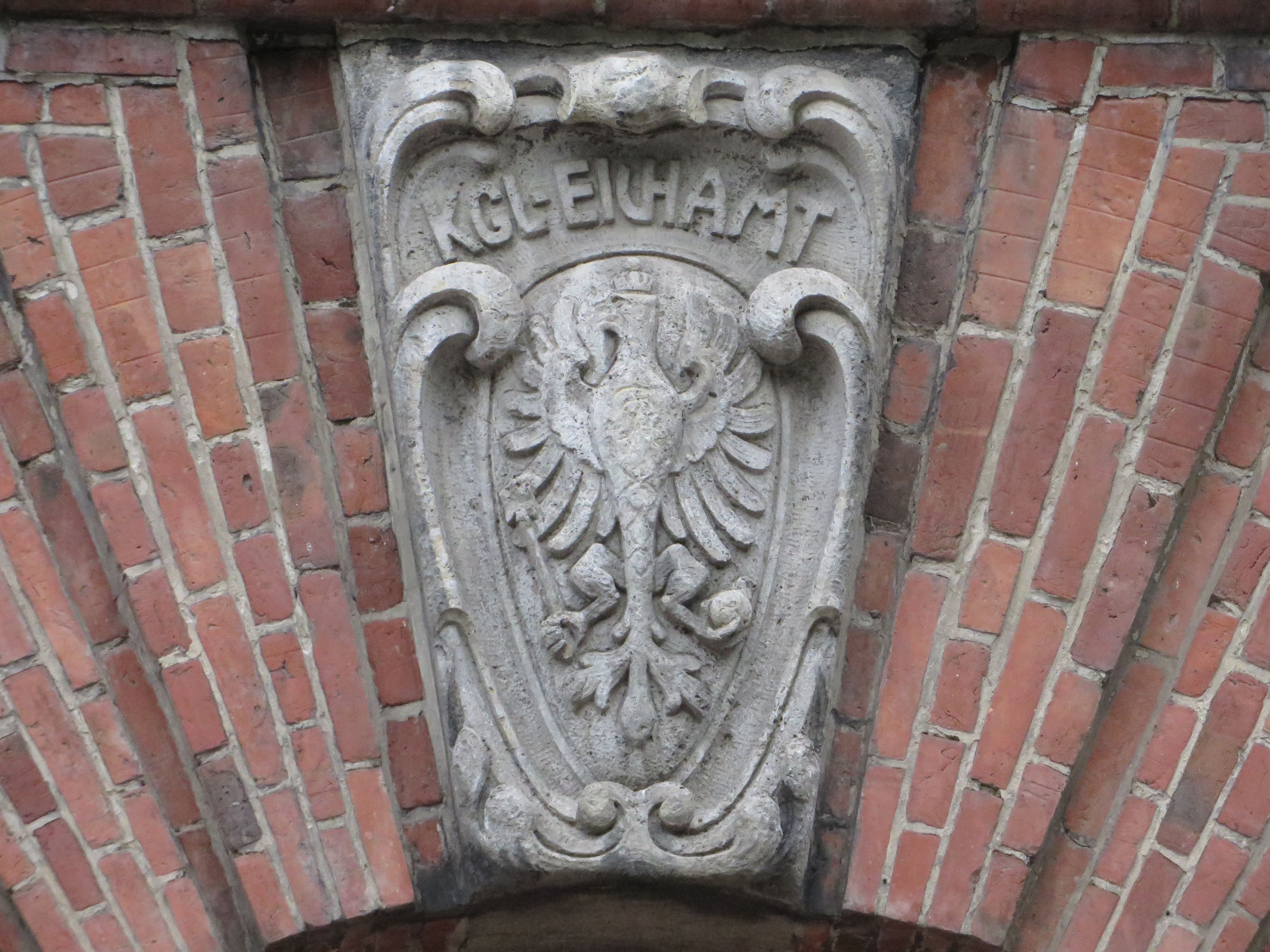
Scheitelstein der Tordurchfahrt mit Preußischen Wappenadler und Schriftzug „Kgl. Eichamt“
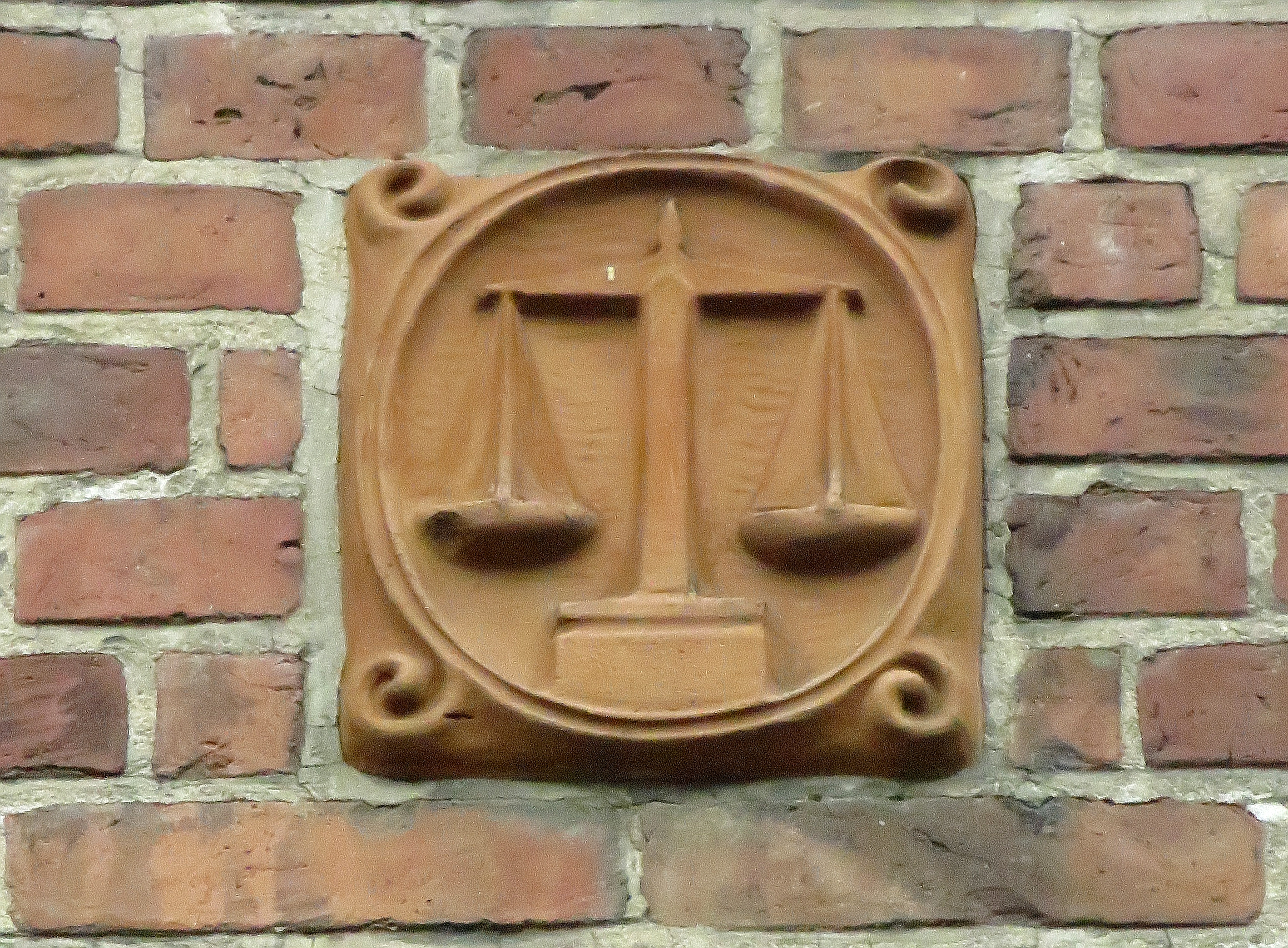
Terrakotta-Medaillon am Eichamt, das auf die Funktion des Bauwerks hinweist
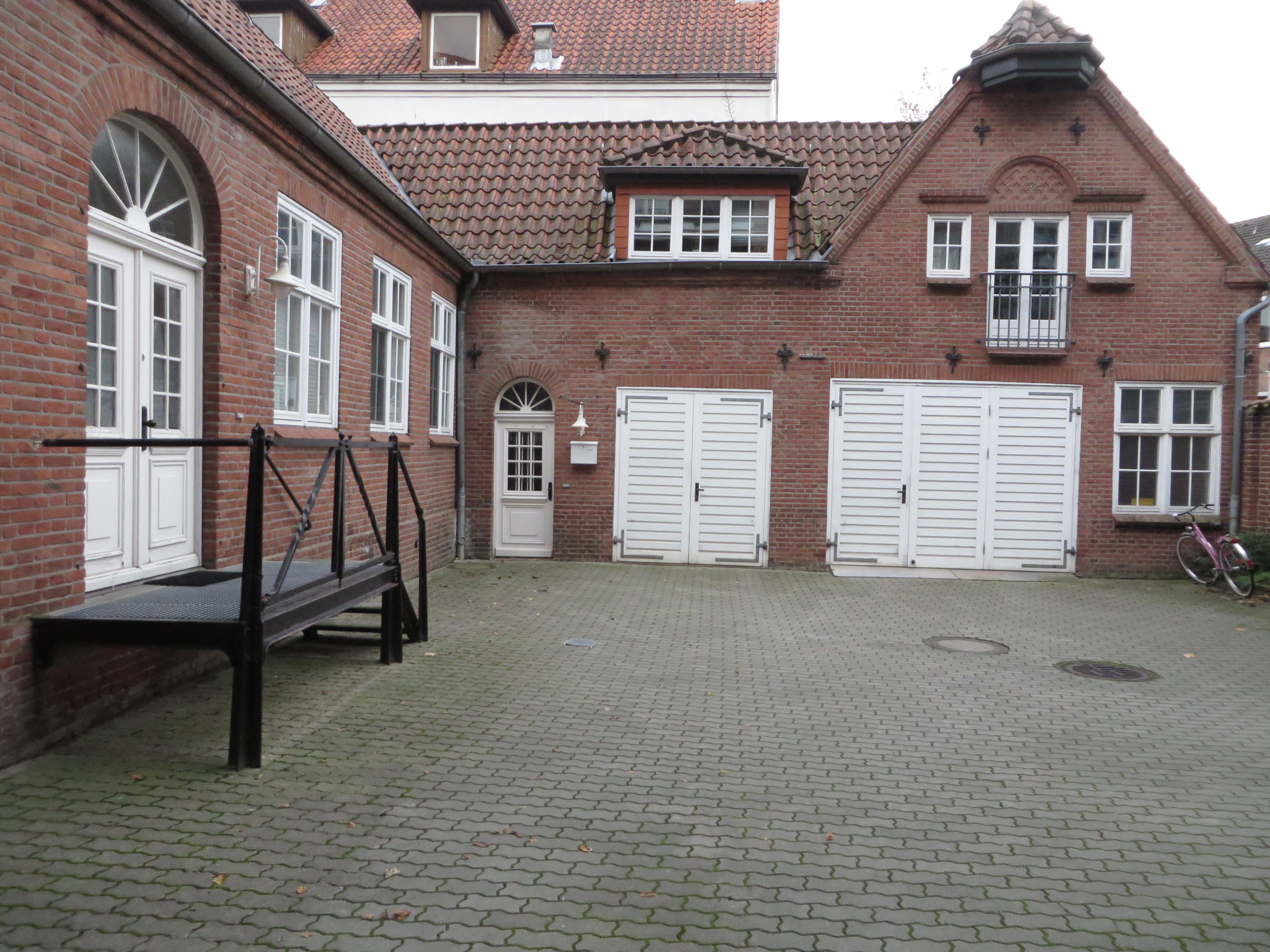
Hinterhof des Eichamts
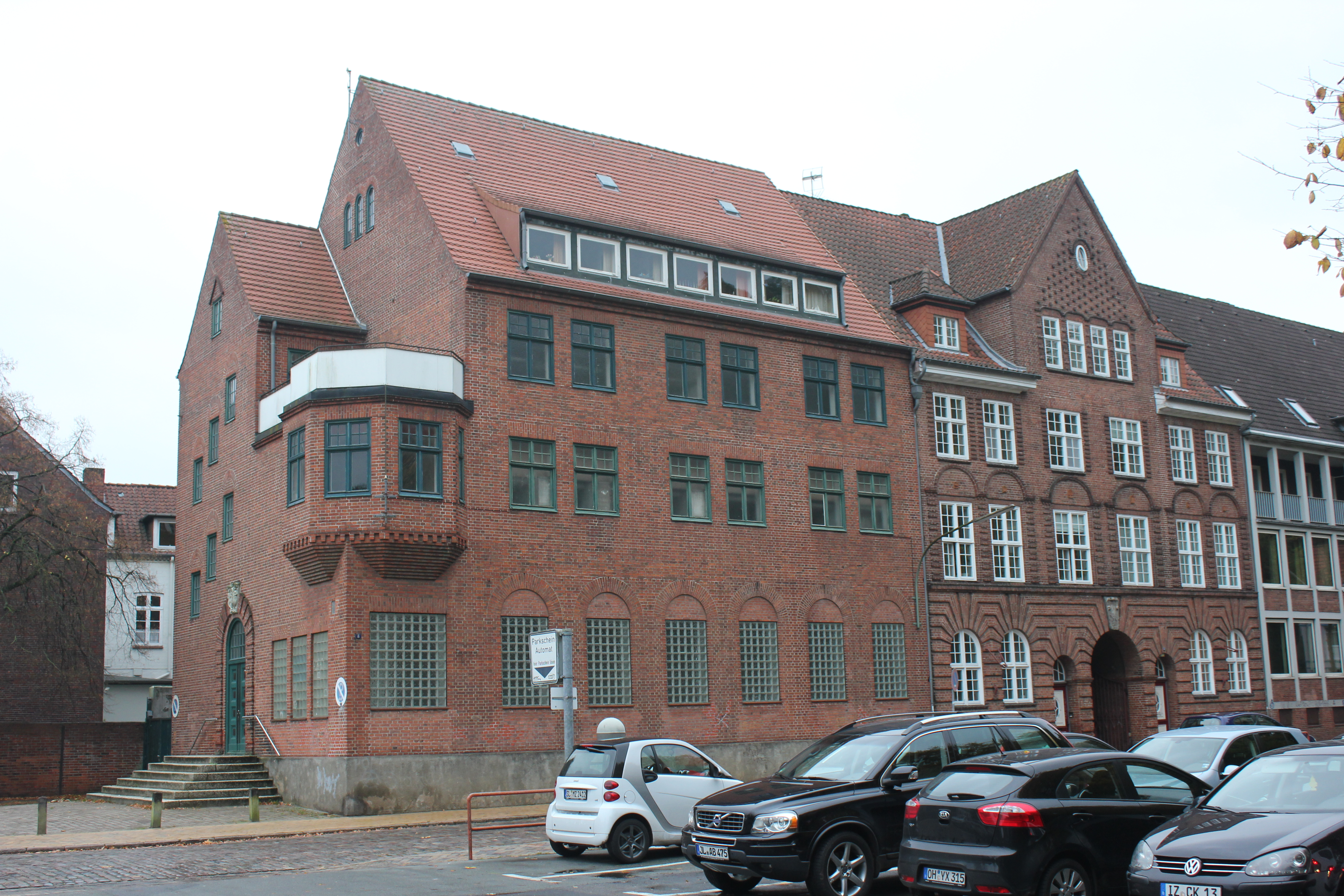
Benachbartes Tiefbauamt von 1917, dass gestalterisch am Eichamt orientiert wirkt